# 捷爾任斯克 (白俄羅斯)
捷爾任斯克（羅馬化：Dzerzhinsk）是白俄羅斯的城市，由明斯克州負責管轄，位於首都明斯克西南38公里，南面是斯托爾布齊平原，面積1,189平方公里，2025年人口29,630。
1. ↑  . belsat.gov.by.   [8 May 2025]. （原始内容存档于29 March 2025）.